# Grelina
La grelina o ghrelina è un ormone prodotto dalle cellule P/D1 giacenti sul fondo dello stomaco umano e dalle cellule epsilon del pancreas. Esso stimola l'appetito (effetto oressigeno = genera appetito). Viene prodotto nei roditori dalle cellule X/A-like. I livelli di grelina si incrementano prima dei pasti e decrementano circa un'ora dopo. È considerato il complementare dell'ormone leptina, prodotto dai tessuti adiposi, che induce sazietà ove presente in concentrazioni elevate. La grelina stimolando l'ipofisi anteriore stimola anche la secrezione dell'ormone della crescita.
I recettori per la grelina sono espressi dai neuroni nel nucleo arcuato e nell'ipotalamo ventromediale. Il recettore della grelina è una proteina G accoppiata membrana recettore, conosciuta formalmente come il recettore GHS (growth hormone secretagogue receptor). La grelina è prodotta anche da piccole popolazioni di neuroni nel nucleo arcuato. Esso gioca un ruolo significante nella neurotropia, particolarmente nell'ippocampo ed è essenziale per l'adattamento cognitivo nel cambiare ambienti e nel processo di apprendimento.

## Forme
La grelina esiste in forma inattiva e attiva.

## Relazione all'obestatina
L'obestatina è un ormone scoperto alla fine del 2005 che diminuisce l'appetito. Obestatina e grelina sono entrambe codificate dallo stesso gene; il prodotto del gene si rompe per abbandonare i due ormoni peptidici (Zhang et al 2005).

## Indicazioni terapeutiche
La grelina aumenta la sensazione di fame, quindi potrebbe essere utile contro l'anoressia.
Quest'ormone stimola la sintesi di GH, potrebbe essere quindi utile per la cura della disfunzione erettile, nanismo, osteoporosi, artrosi, astenia, depressione.

## Attività oressigena
Grelina è coinvolta nella regolazione del bilancio energetico. La somministrazione di grelina esogena induce un incremento ponderale nei roditori aumentando l'introito alimentare e riducendo l'utilizzazione dei grassi. Tali effetti farmacologici sono indipendenti dal GH e probabilmente sono mediati da uno specifico network neuronale a livello centrale che è anche modulato dalla leptina; grelina e leptina possiederebbero attività complementari in un unico sistema regolatorio che, finalisticamente, si sarebbe sviluppato per informare il sistema nervoso centrale riguardo allo stato di bilancio energetico.
Nell'obesità i livelli basali di leptina sono elevati mentre quelli di grelina sono ridotti, indicando un adattamento allo stato positivo di bilancio energetico piuttosto che un coinvolgimento nell'eziologia dell'obesità. Si è visto comunque che nell'obesità patologica, nonostante i livelli basali di grelina siano ridotti, vi è una compromissione globale del pattern grelinico, con innalzamento eccessivo e duraturo del picco grelinico post-prandiale. Nell'uomo i livelli plasmatici di grelina sono ridotti, come detto, negli stati cronici (obesità) e acuti (assunzione alimentare) di bilancio energetico positivo, ma sono aumentati nel digiuno e nei pazienti affetti da anoressia nervosa. L'innalzamento pre-prandiale dei livelli circolanti di grelina suggerisce il suo ruolo come segnale di fame innescando l'inizio del pasto e tale azione sembrerebbe mediata da sottotipi recettoriali del GHS-R come suggerito dall'evidenza che analoghi dei GHs privi di alcuna attività GH-liberatrice, stimolano l'introito di cibo.
La grelina circolante è principalmente prodotta a livello del tratto gastro-intestinale e raggiungerebbe i GHS-R nel sistema nervoso centrale, soprattutto a livello ipotalamico, attraverso la circolazione sistemica generale per regolare l'introito alimentare e l'omeostasi energetica. La grelina, nella fattispecie, attiva cellule del nucleo arcuato, che includono i neuroni rilascianti il NPY, molecola oressizzante (stimolatrice dell'appetito), e attiva anche il sistema colinergico-dopaminergico mesolimbico, circuito che elabora gli aspetti edonistici delle ricompense naturali come il cibo.
Inoltre, antagonisti del recettore tipo 1 di NPY così come agonisti della melanocortina e anti-sieri per NPY e AGRP (agouti-related protein) sembrano interferire con l'effetto oressizzante della grelina che è tuttavia mantenuta in topi knock-out per NPY, suggerendo un ruolo chiave dell'AGRP.

## Storia e nome
La scoperta della grelina è stata riportata da Masayasu Kojima et al nel 1999. Il nome (ghrelin in inglese) è basato sulla sua funzione di "peptide di rilascio dell'ormone della crescita" (Growth Hormon Releasing Peptide), con riferimenti alla radice proto-indo-europeo "ghre" che significa crescere (to grow).

## Vaccinoanti-obesità
Recentemente scienziati ricercatori hanno creato un vaccino contro l'obesità che è diretto contro l'ormone grelina. Il vaccino usa il sistema immunitario, specificatamente anticorpi, per legare a bersagli selezionati, dirigendo la risposta immunitaria contro di loro. Questo previene la grelina dall'arrivare al sistema nervoso centrale, producendo così una desiderata diminuzione nell'acquisto di peso. Questo però aumenterebbe la possibilità di avere anoressia. È da notare che il termine vaccino sia utilizzato impropriamente in quanto la vaccinazione consente di ottenere immunoprofilassi verso agenti patogeni, e l'obesità non lo è.